# دنباس (فیلم ۲۰۱۸)
دنباس (انگلیسی: Donbass) فیلمی در ژانر درام به کارگردانی سرگئی لوزنیتسا است که در سال ۲۰۱۸ منتشر شد.